# Monumentos históricos de la antigua Nara
Los monumentos históricos de la antigua Nara se inscribieron en el Patrimonio Mundial de la Humanidad en 1998.
Ubicada a 42 km al sur de Kioto, Nara, en la prefectura de Nara fue la capital de Japón bajo el nombre de Heijō-kyō durante el período Nara desde 710 hasta 784. Cinco son templos budistas, uno un santuario sintoísta, otro es un palacio y otro un bosque primario. Las propiedades incluyen 26 edificios elegidos por el gobierno japonés como tesoros nacionales así como 53 considerados como propiedades culturales importantes. Todos los grupos han sido considerados como lugares históricos. El lugar del palacio de Nara fue escogido como un lugar histórico especial y el bosque primigenio de Kasugayama como un monumento natural especial. Tōdai-ji, Kōfuku-ji y el bosque primigenio de Kasugayama se sobreponen al parque de Nara, un parque elegido como uno de los «lugares de belleza escénica» por el Ministerio de Educación, Cultura, Deportes, Ciencia y Tecnología (MEXT).

## Lista de los lugares
Todos los lugares se sitúan en la ciudad de Nara, en ocho sitios distintos. Se compone de cinco templos budistas («-ji», cuatro de ellos forman parte de Nanto Shichi Daiji), un santuario sintoísta («-jinja»), un palacio y un bosque antiguo o primigenio.
| Código  | Nombre                                                                                    | Áreas protegidas                                                   | Imagen |
| ------- | ----------------------------------------------------------------------------------------- | ------------------------------------------------------------------ | ------ |
| 870-001 | Tōdai-ji (東大寺? Gran Templo Oriental)                                                   | Zona de protección: 68,900002 ha. Zona de respeto: 1311,599976 ha. |        |
| 870-002 | Kōfuku-ji (興福寺?)                                                                       | 12,4 ha.                                                           |        |
| 870-003 | Kasuga-taisha (春日大社?)                                                                 | 93,099998 ha.                                                      |        |
| 870-004 | [Bosque de Kasugayama (春日山原始林 Kasugayamagenshirin?, Bosque primitivo de Kasugayama) | 298,600006 ha.                                                     |        |
| 870-005 | Gangō-ji (元興寺 極楽坊?)                                                                 | 0,8 ha.                                                            |        |
| 870-006 | Yakushi-ji (薬師寺?)                                                                      | Zona de protección: 5,1 ha. Zona de respeto: 186,300003 ha.        |        |
| 870-007 | Tōshōdai-ji (唐招提寺?)                                                                   | 9,1 ha.                                                            |        |
| 870-008 | Palacio Heijō (平城宮 Heijō-kyū?)                                                         | Zona de protección: 128,899994 ha. Zona de respeto: 464,600006 ha. |        |